# Anjli Mohindra
Anjli Monhidra – brytyjska aktorka, najbardziej znana z roli Rani w serialu Przygody Sary Jane.

## Filmografia
- 2006: Doctors[1] jako Gemma Fox

- 2006: Coronation Street[2] jako Shareen

- 2008–2011: Przygody Sary Jane[3] jako Rani Chandra

- 2008: Blue Peter[4] jako ona sama

- 2008, 2010: Sam & Mark's TMi Friday[5][6] jako ona sama

- 2008: The Inbetweeners[7] jako przyjaciółka Charlotty

- 2009: Law and Order UK[8] jako Sophie Martin

- 2010: Szpital Holby City[9] jako Mindy Kapoor